# Islay (Pérou)
 (février 2023).
Si vous disposez d'ouvrages ou d'articles de référence ou si vous connaissez des sites web de qualité traitant du thème abordé ici, merci de compléter l'article en donnant les références utiles à sa vérifiabilité et en les liant à la section « Notes et références ».
Pour les articles homonymes, voir Islay.
Islay est une ville et un port du Pérou, chef-lieu du district d'Islay dans la province d'Islay, à proximité de Matarani.
Sa population est de plus de 7 000 habitants.